# Leptopsammia trinitatis
Espèce
Statut CITES
Leptopsammia trinitatis est une espèce de coraux de la famille des Dendrophylliidae.